# Avinguda d'Elx
L'avinguda d'Elx és el nom d'una llarga avinguda d'Alacant (País Valencià), considerada com a entrada sud a la ciutat. Segueix el recorregut de dues carreteres nacionals, la N-332 i la N-340 (ambdues solapades durant un gran tram), i permet l'accés al centre d'Alacant des del municipi veí d'Elx, motiu de la seua denominació, així com a altres poblacions al sud de la ciutat com els municipis de Santa Pola i el Baix Segura.
Atenent a la numeració, l'avinguda d'Elx té el seu origen a la plaça de l'Arquitecte Miguel López, inaugurada en 2013 i situada al barri Eixample Diputació, on conflueixen l'avinguda d'Òscar Esplà, al nord, i l'avinguda de Loring, a l'est. Des d'aquesta plaça, l'avinguda inicia el seu recorregut en direcció sud-oest i deixa a mà esquerra el primer edifici del carrer: la Casa Mediterrani, amb seu en l'antiga estació de Benalua. El recorregut va paral·lel a les vies de tren en desús que arriben a aquesta estació, i es perllonga durant uns 625 m fins a l'encreuament amb el carrer Federico Mayo. Aquest tram separa el barri de Benalua, al nord, dels molls del port, al sud.
A partir d'aquest punt, l'avinguda canvia la seua direcció lleugerament cap al sud i es perllonga mig quilòmetre fins a l'encreuament amb l'extrem sud de la Gran Via, sempre en paral·lel amb les antigues vies del tren, que queden a l'esquerra. Aquest tram serveix de límit entre el barri de Polígon del Baver, al nord-oest, i el port, al sud-est.
Just en l'encreuament amb la Gran Via, l'avinguda passa per davall d'un pont de l'autovia d'Alacant amb Madrid (l'A31) que la connecta amb el port. Aquest pont marca l'entrada al barri de Polígon del Baver. En aquest nou tram, l'avinguda està flanquejada a la dreta pel passeig de Joan Fuster, inaugurat en 2011, i a l'esquerra pel denominat parc de la Mar. Mig quilòmetre més endavant, l'avinguda d'Elx passa per damunt del barranc de les Ovelles i entra al barri de Sant Gabriel.
A uns 150 m del barranc, pegat a mà esquerra i enllaçant amb les vies de tren, se situa el baixador ferroviari de Sant Gabriel, que pertany a la línia del rodalies Múrcia-Alacant. Quasi enfront del baixador es troba la plaça del Fester Paco Botella, i uns cent metres més endavant, l'avinguda creua de manera elevada les vies que connecten el baixador amb l'estació d'Alacant. Després de deixar les vies, l'avinguda ix del nucli urbà i s'endinsa al barri del Palmerar-Urbanova-Tabarca en direcció sud.
L'avinguda circula paral·lela a la platja d'Aigua Amarga i a les vies del tren que uneixen l'estació de Sant Gabriel amb la de la Torre del Pla. Al llarg d'un quilòmetre, a mà dreta, se situa el parc del Palmerar i, a continuació, el complex de la fàbrica d'Alumini Ibèric. Després, l'avinguda passa per damunt del barranc d'Aigua Amarga i es creua amb la primera via (venint des d'Alacant) que permet els accessos a l'Oficina de Propietat Intel·lectual de la Unió Europea (coneguda per les seues sigles en anglès: EUIPO) i la Ciutat de la Llum. Quasi un quilòmetre després d'aquest punt, a l'altura de la cala dels Borratxos i arribar a la dessalinitzadora, la carretera es divideix en dos branques: la N-332, amb direcció Santa Pola cap al sud, i la N-340, amb direcció Elx cap a l'oest. En aquesta bifurcació, l'avinguda d'Elx segueix el seu camí per la N-340. L'avinguda aleshores gira a l'oest, s'endinsa al Polígon Industrial d'Aigua Amarga, on deixa a mà esquerra l'antic escorxador municipal, i acaba al límit amb el terme municipal d'Elx, poc després del barri d'Urbanova i abans d'arribar a les platges de l'Altet.